# Петков, Александр Степанович
Александр Степанович Петков (рум. Alexandr Petkov; род 27 ноября 1972) — молдавский политик, политолог, историк и шеф-редактор информационного портала Omega. C 2010 по 2014 годы был депутатом Парламента Республики Молдовы от ПКРМ, вице-председателем парламентской комиссии по культуре, образованию, исследованиям, молодёжи, спорта и СМИ.

## Деятельность
22 ноября 2014 года был исключён из Партии коммунистов Республики Молдова с формулировкой «за нарушение устава партии». В тот момент он шёл на парламентские выборы 2014 года под третьим номером в избирательном списке Партии «Patria», избирательный список которой возглавлял Ренато Усатый .

### Телеканал NIT
5 апреля 2012 года ассоциировавшийся с коммунистами Молдовы телеканал NIT был закрыт. Александр Петков отреагировал следующим образом:
«То, что случилось с NIT  это политический заказ.. КСТР действовал по политическому заказу. Автор заказа  г-н Дамаскин (член КСТР) подтвердил мне это именно в день закрытия телеканала, 5 апреля», — заявил Петков в рамках состоявшейся 18 сентября пресс-конференции.